# Mark Antokolski
Mark Matwiejewicz Antokolski, ros. Марк Матвеевич Антокольский (ur. 21 października?/2 listopada 1843 w Wilnie, zm. 26 czerwca?/9 lipca 1902 we Frankfurcie nad Menem) – rosyjski rzeźbiarz pochodzenia żydowskiego.

## Życiorys
Urodził się 2 listopada 1843 r. w Wilnie, ówcześnie na terenie Imperium Rosyjskiego, jako siódme dziecko w tradycyjnej rodzinie żydowskiej, która przybrała nazwisko od dzielnicy Wilna – Antokolu. Już jako dziecko rysował chętnie, mimo sprzeciwu rodziców, przestrzegających religijnego zakazu wyobrażania postaci ludzi i zwierząt. Został przyjęty na naukę do warsztatu wileńskiego snycerza. Dzięki poparciu żony wileńskiego gubernatora został przyjęty jako wolny słuchacz do Akademii Sztuk Pięknych w Petersburgu.
W okresie studiów opanował język rosyjski, poznał historię i literaturę rosyjską. Od roku 1864 jego prace były nagradzane medalami, a rzeźba „Iwan Groźny” przyniosła mu tytuł członka Akademii i została zakupiona do kolekcji Ermitażu.
Po ukończeniu studiów wyjechał do Rzymu i Paryża. Został wybrany na członka-korespondenta Akademii w Paryżu. Wystawił swoje rzeźby na wystawie światowej 1878 r. w Paryżu, gdzie otrzymał pierwszą nagrodę. Został odznaczony francuską Legią Honorową.
Publikował wiele artykułów w rosyjskich czasopismach artystycznych. W roku 1887 wydał autobiografię, a w ostatnich latach życia powieść „Ben Izaak”.
Zmarł 9 lipca 1902 r. we Frankfurcie nad Menem, lecz niektóre źródła podają jako miejsce zgonu Bad Homburg.

## Wybrane prace

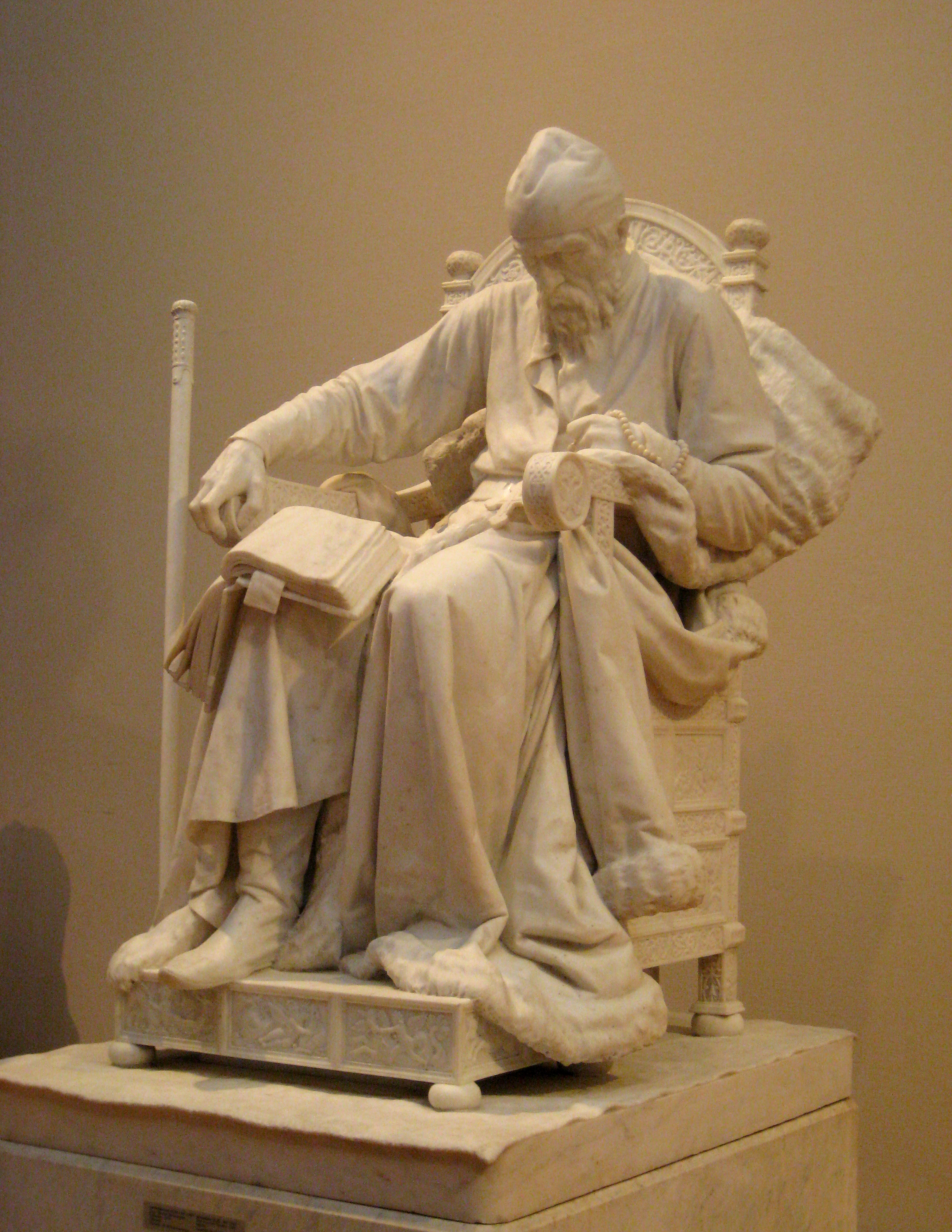
Iwan Groźny (1871)
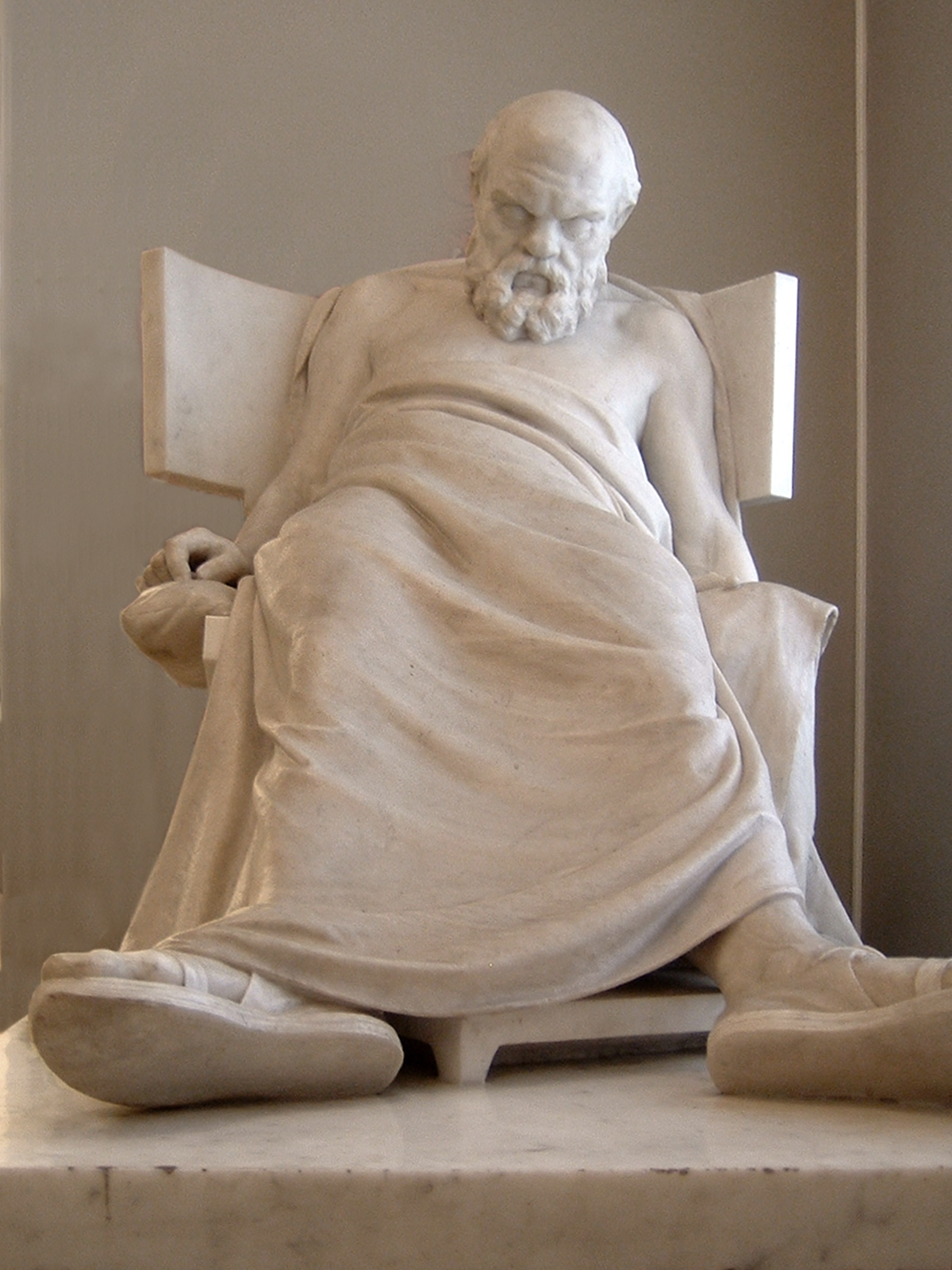
Śmierć Sokratesa (1875)
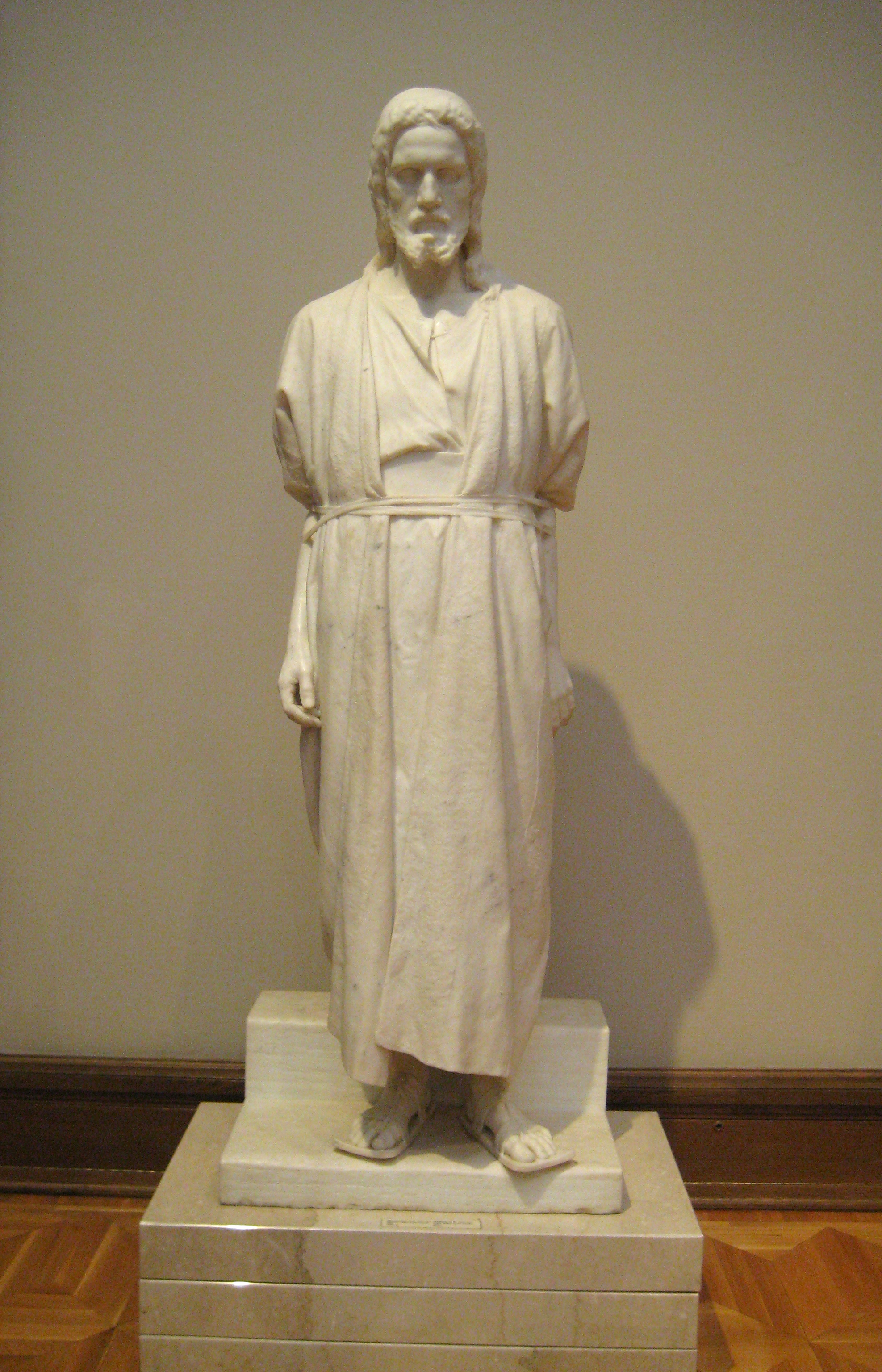
Jezus (1876)
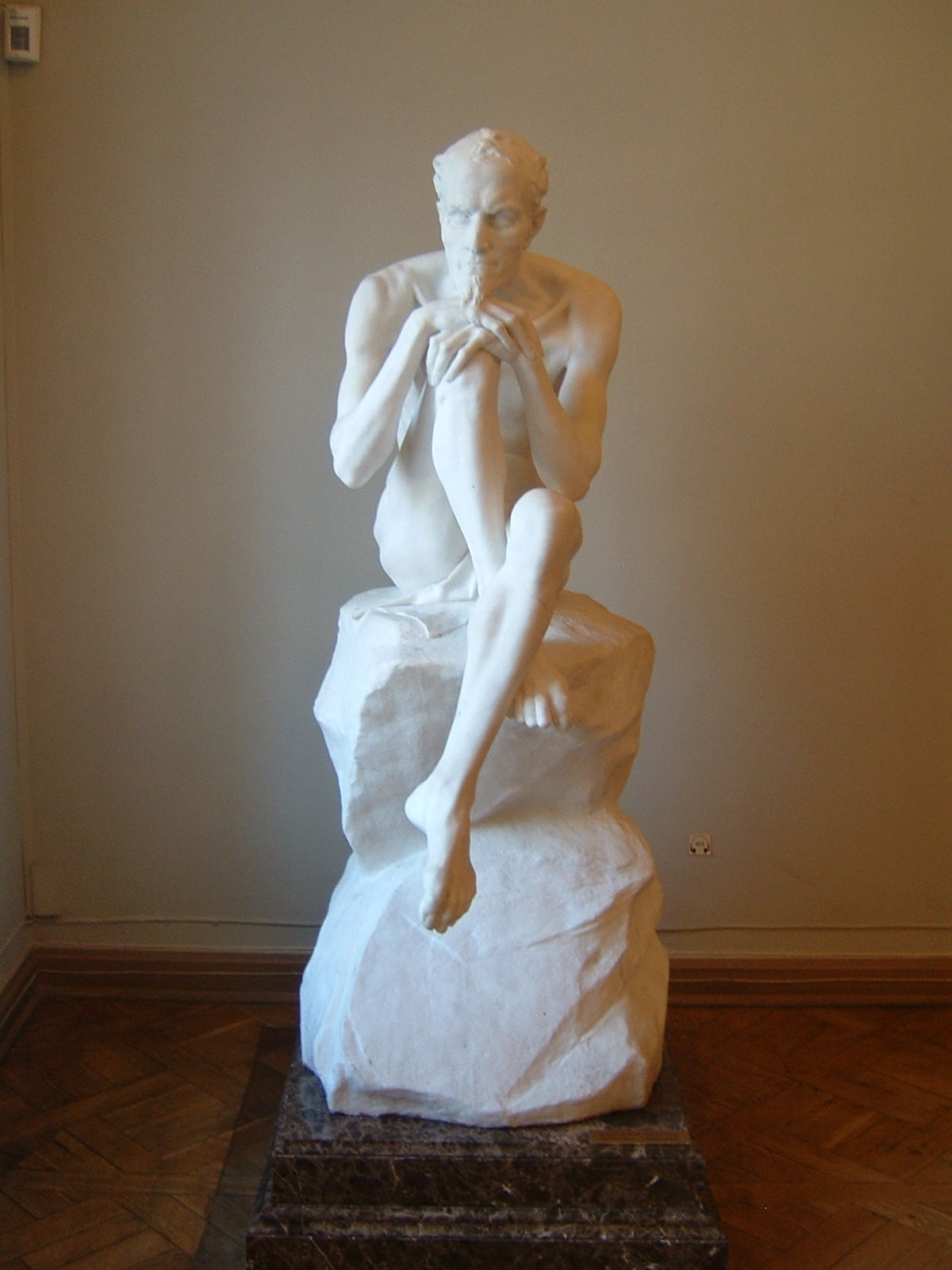
Mefistofeles (1883)
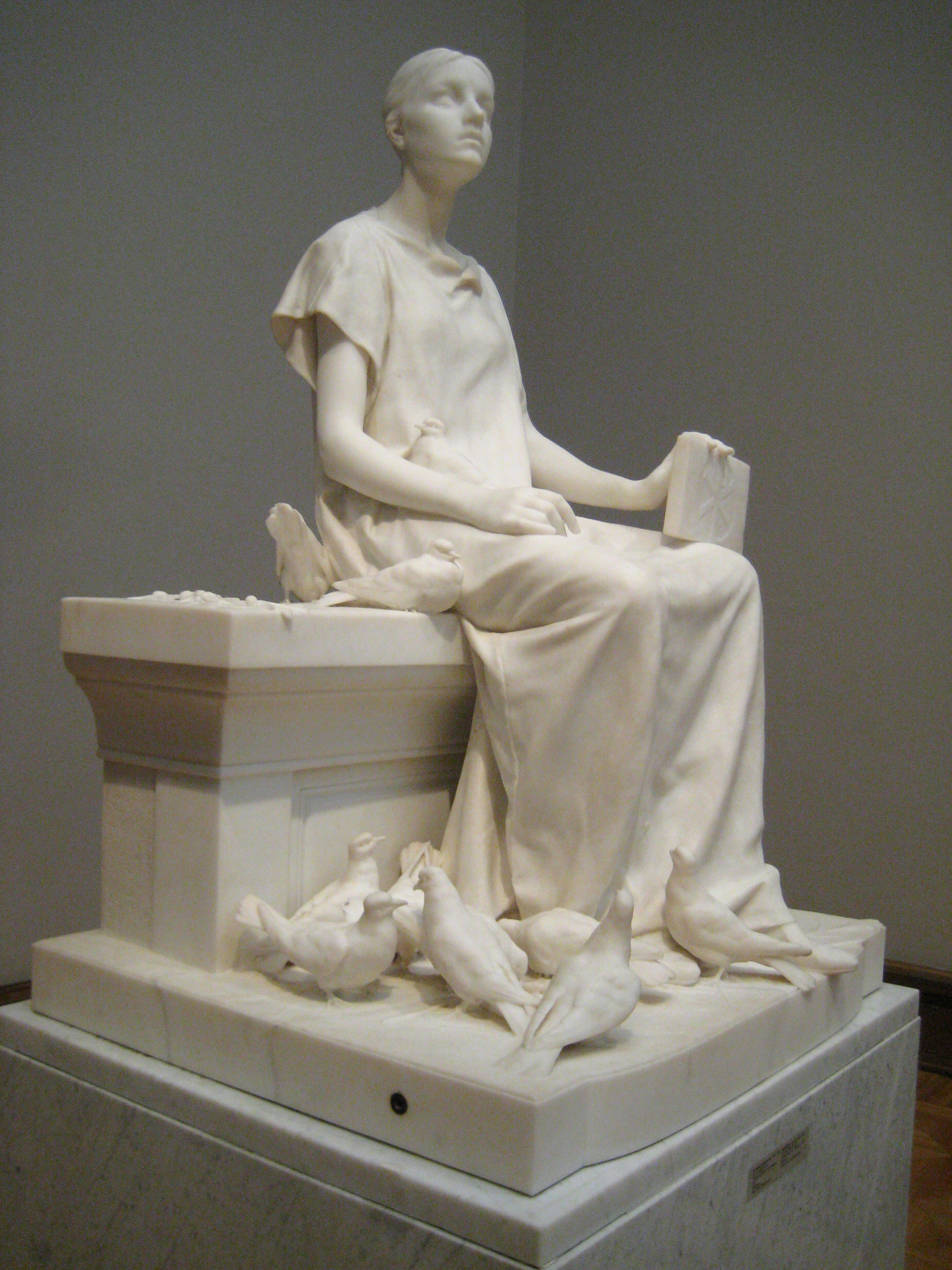
Męczennica (1887)
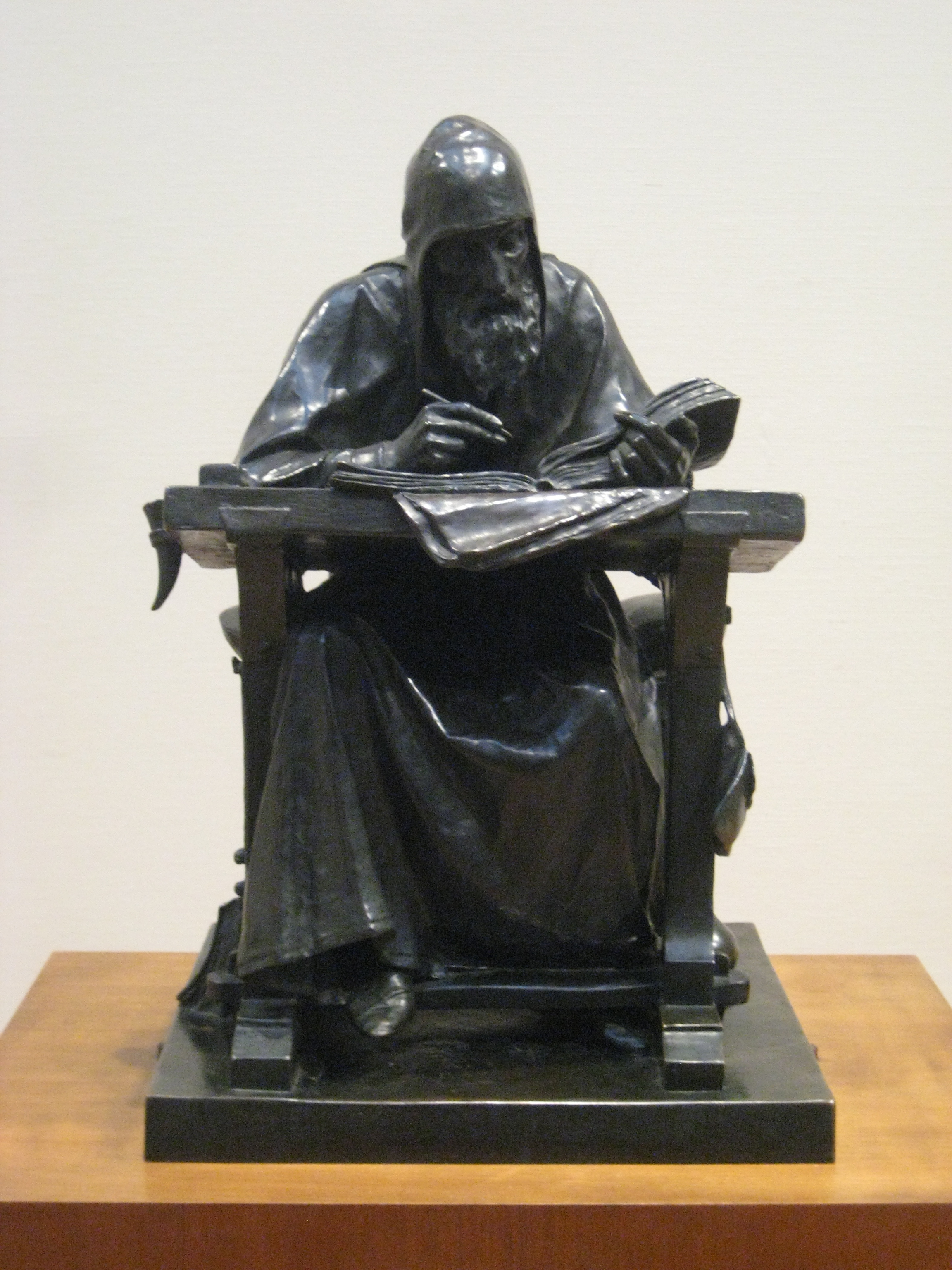
Nestor-kronikarz (1890)
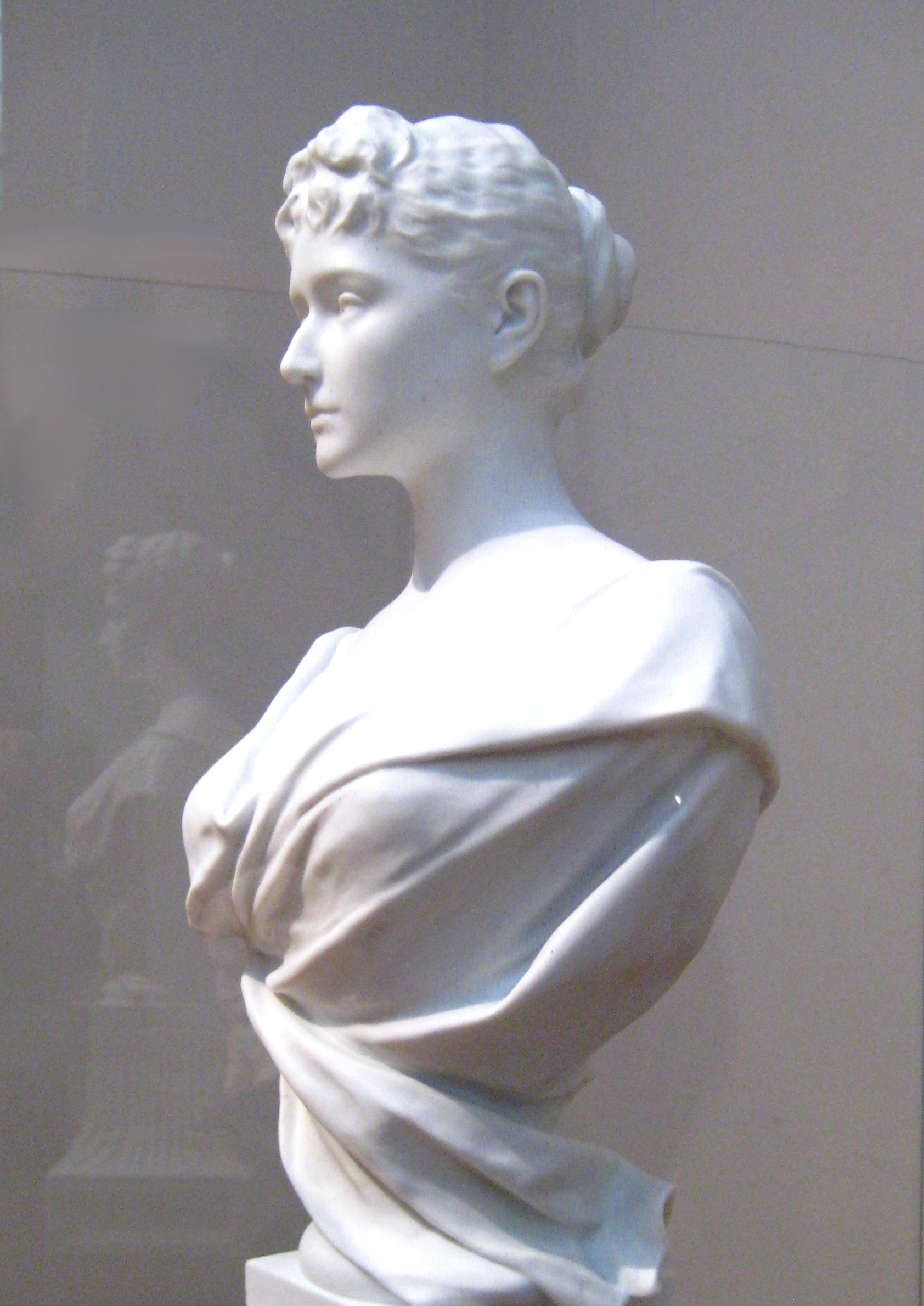
Aleksandra Fiodorowna (1896)
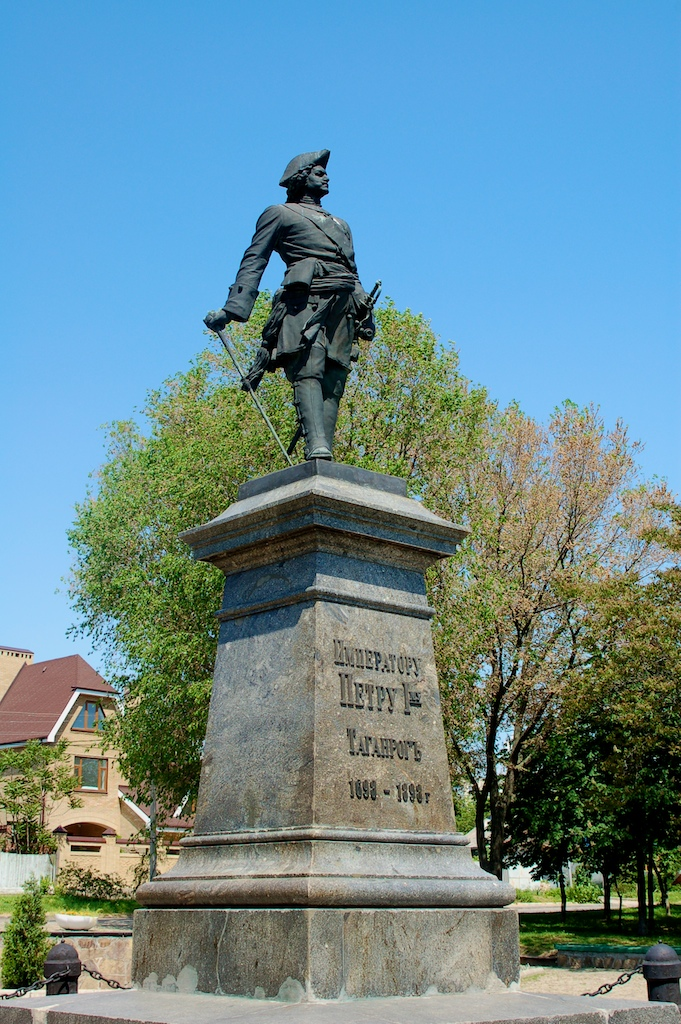
Pomnik Piotra I w Taganrogu (1898)
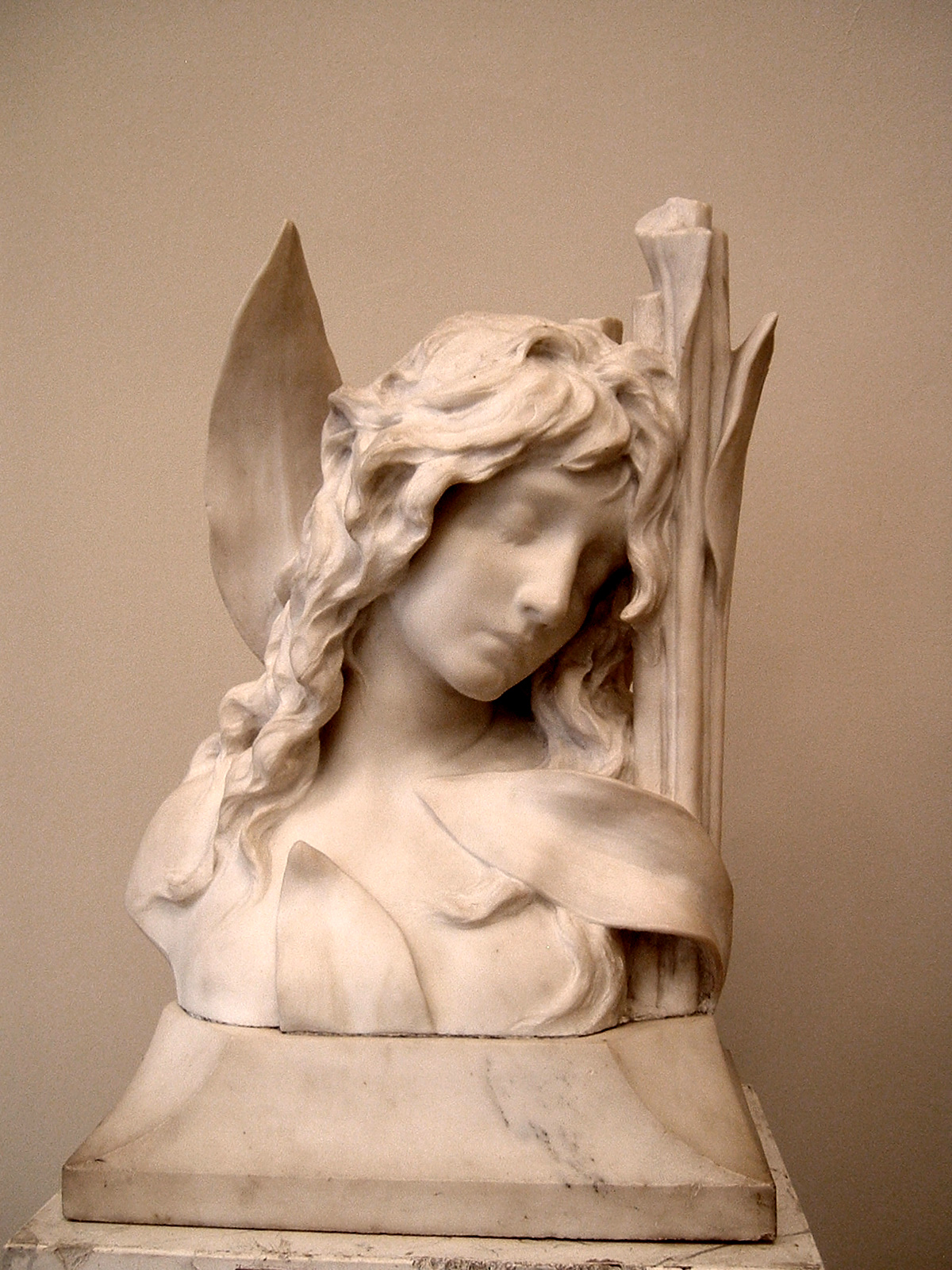
Rusałka (1900)
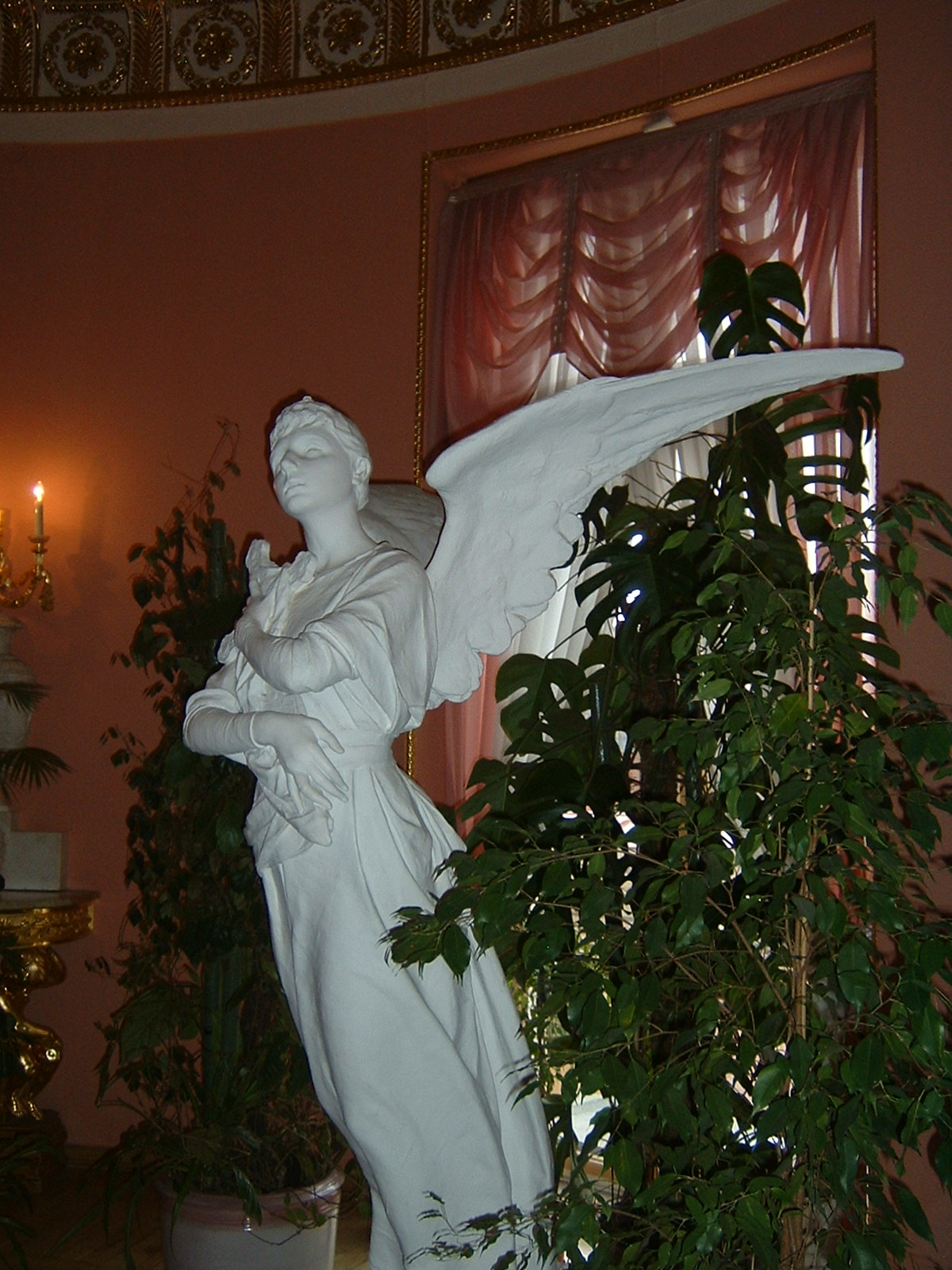
Anioł (do nagrobka księżnej Jusupow)
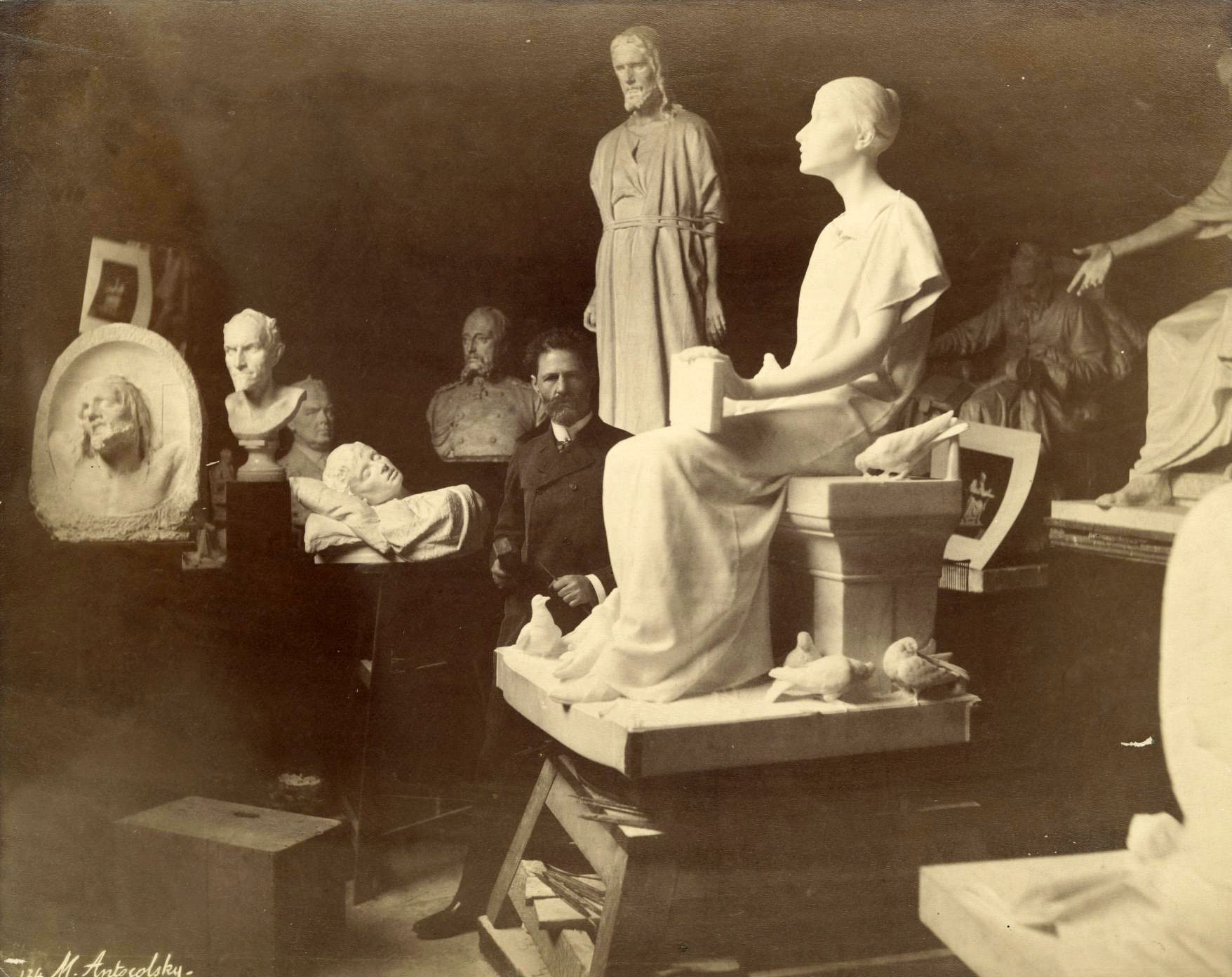
W jego paryskiej pracowni